# Хэрлеску, Димитрие
Димитрие Хэрлеску (рум. Dimitrie Hârlescu; 5 ноября 1872, Фэлтичени — 23 ноября 1923, Текуч) — румынский художник.
Окончил Мюнхенскую академию художеств. Сформировался под влиянием мюнхенского сецессиона, в дальнейшем эволюционировал в сторону экспрессионизма, находя вдохновение в образах городских низов. В годы учёбы женился на художнице Елене Митря и поселился вместе с ней на её родине в Текуче, где преподавал в гимназии. Вместе с Николае Вермонтом осуществил роспись городской церкви Иоанна Крестителя. Среди его учеников, в частности, Мариус Бунеску.
Именем Хэрлеску названа улица (рум. Strada Pictor Dimitrie Hârlescu) в Бухаресте.